# Gordon Whyburn
Gordon Whyburn   (Lewisville, 7 de gener de 1904 - Charlottesville, 8 de setembre de 1969) va ser un matemàtic estatunidenc.
Després d'obtenir el doctorat el 1927 a la universitat de Texas a Austin amb una tesi dirigida per Robert Lee Moore, va fer un any d'estudis post-doctorals a la universitat de Viena amb una beca Guggenheim. En retornar als Estats Units el 1930, va ser professor de la universitat Johns Hopkins fins al 1934, any en què va ser nomenat professor titular de la universitat de Virgínia a Charlottesville, de la qual ja no es va bellugar fins a la seva mort el 1969, excepte per algunes classes com professor visitant a diverses universitats americanes. El seu germà, William, i el seu fill, Kenneth, també van ser matemàtics famosos. Es va casar amb Lucille Smith que va publicar un reeixit llibre sobre l'ensenyament de les matemàtiques.
Whyburn va publicar uns cint cinquanta articles científics, la majoria de ells de topologia, seguint la influència del seu mestre, Moore. També va fer recerca i docència en altres camps com la teoria de funcions.